# マイアミ・オレンジボウル
マイアミ・オレンジボウル（Miami Orange Bowl）は、アメリカ合衆国フロリダ州マイアミにかつてあった球技場。

## 概要
1937年12月10日にこけら落とし。1995年まで毎年オレンジボウルというボウルゲームが開催されていた。なお、1999年も行われたが、現在はサンライフ・スタジアムで開催されている。また5度のスーパーボウルが開催されていた。1986年までNFLマイアミ・ドルフィンズとマイアミ大学のカレッジフットボールの試合会場としても使用された。1996年のアトランタオリンピックではサッカーのグループステージの会場にも使用され、男子サッカー日本五輪代表がブラジル五輪代表に勝利した、通称「マイアミの奇跡」の舞台にもなった。しかし、老朽化で2008年1月26日で閉鎖、同年5月14日に解体された。
跡地にはローンデポ・パークが建てられ、2012年からMLBマイアミ・マーリンズの本拠地として使用されている。

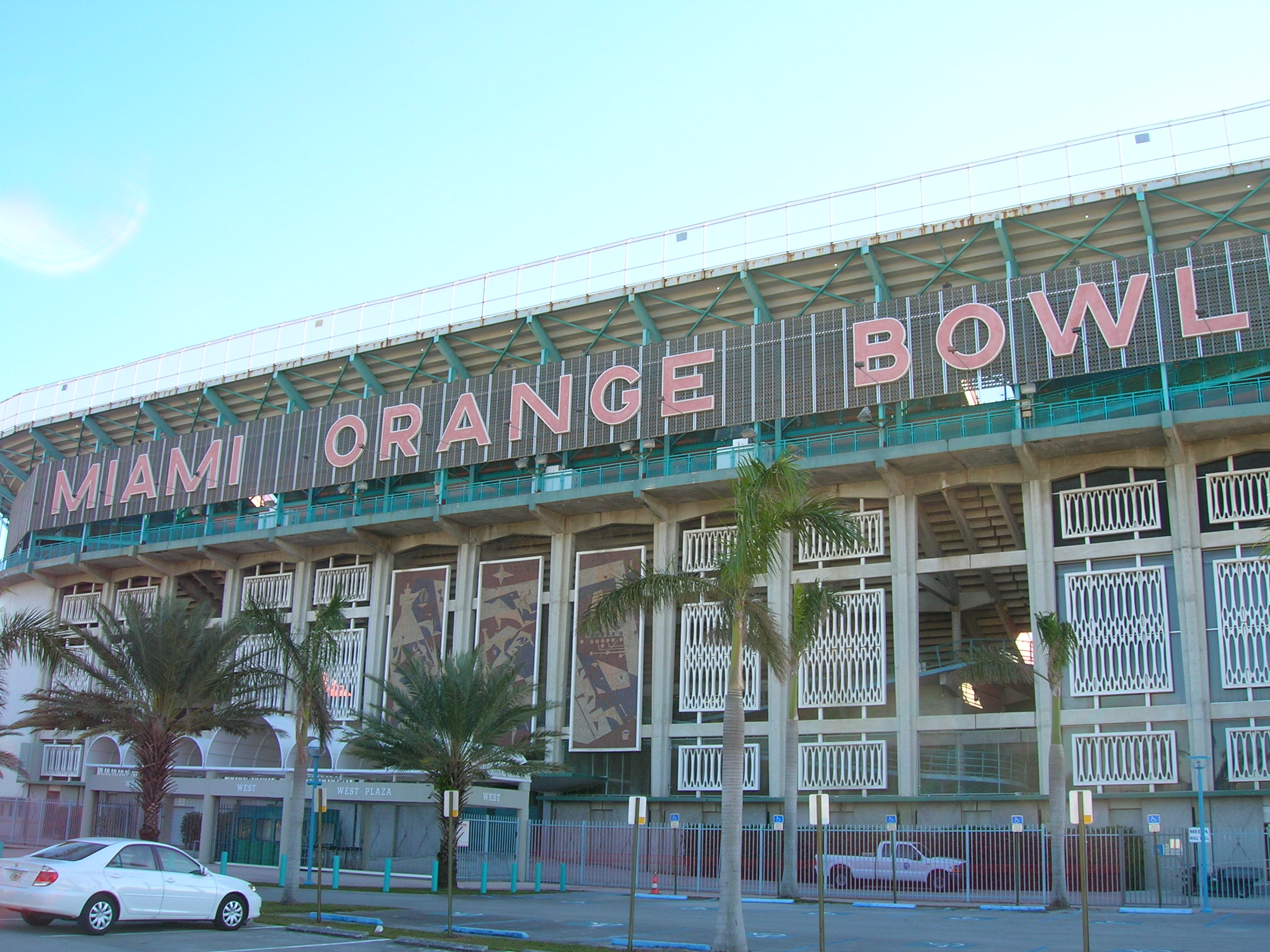
西口
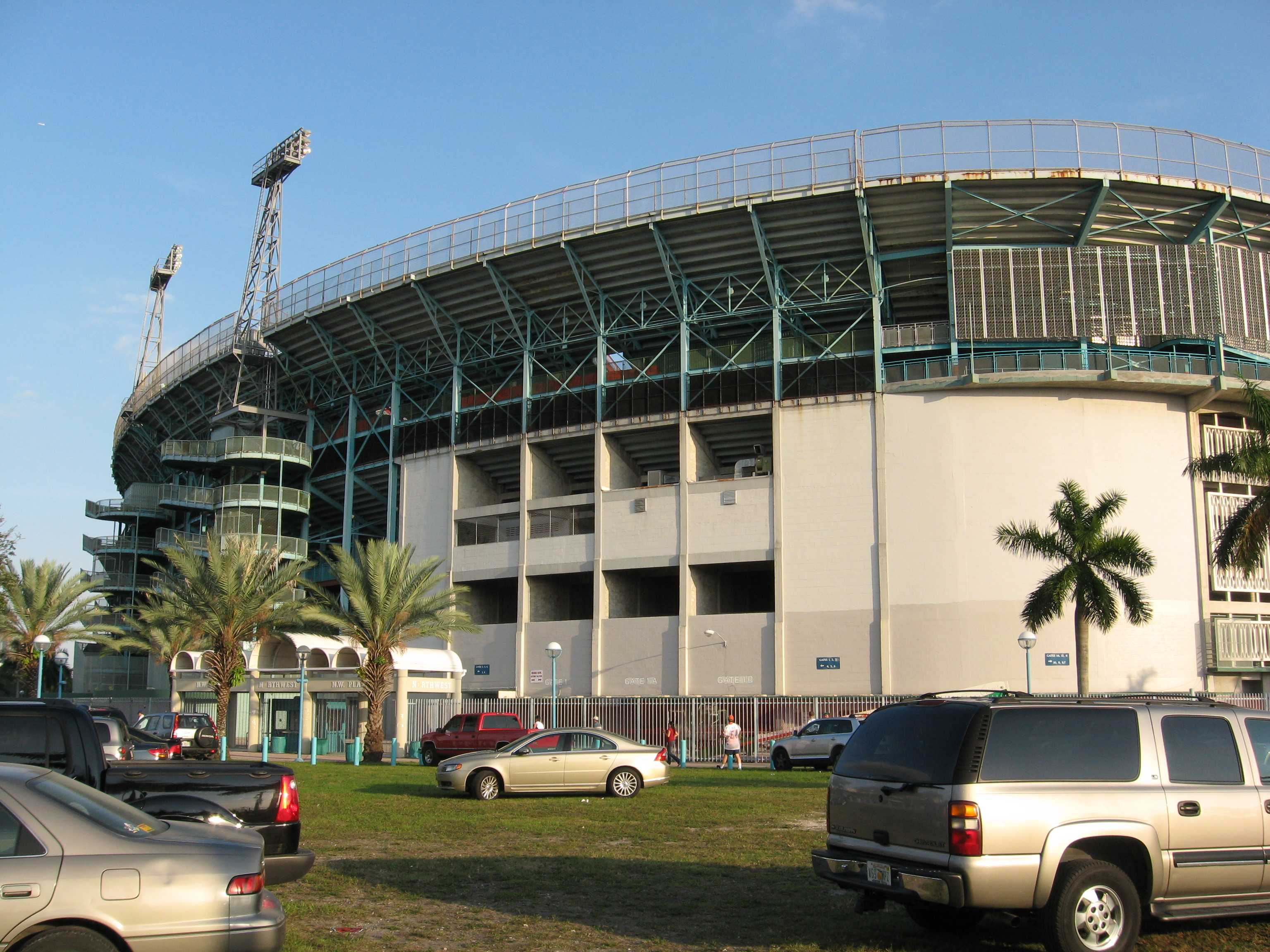
北口
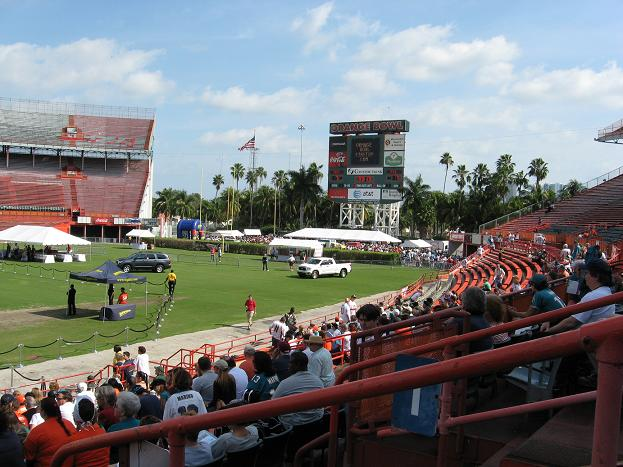
観客席
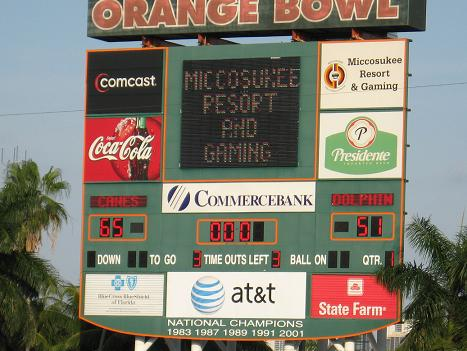
最終戦のスコアボード